# Henry Scougal

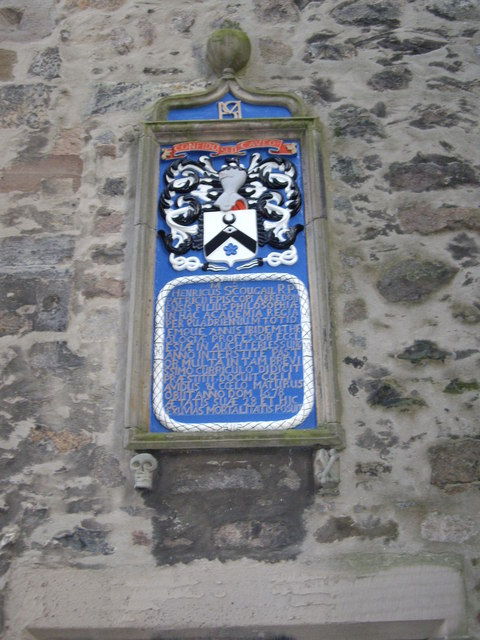
Herdenkingsplaat voor Henry Scougal in King's College, Aberdeen

Henry Scougal (Leuchars (Fife), juni 1650 - Aberdeen 13 juni 1678) was een Schotse theoloog, predikant en auteur.

## Levensloop
Henry Scougal was de tweede zoon van Patrick Scougal en (1607-1682) Margaret Wemys. Zijn vader was bisschop van Aberdeen.
Hij kreeg een religieuze opvoeding. Van jongs af besteedde hij zijn vrije tijd aan lectuur, meditatie en gebed. Het Oude Testament behoorde tot zijn geliefkoosde lectuur.
In 1665 begon hij zijn studies aan King's College, Universiteit van Aberdeen. Na zijn diploma te hebben behaald, werd hij er docent filosofie. In 1672 werd hij gewijd en benoemd tot bedienaar van een parochie, 30 km buiten Aberdeen, waar hij een jaar dienstdeed. Hij keerde vervolgens naar de universiteit terug en werd er gedurende vijf jaar hoogleraar in de godgeleerdheid in King's College. Hij sprak Latijn, Grieks, Hebreeuws en enkele Aziatische talen.
Tijdens zijn professoraat publiceerde Scougal verschillende werken. Het als zijn beste werk erkende The Life Of God In The Soul Of Man was oorspronkelijk geschreven voor een vriend aan wie hij het christendom wilde uitleggen en geestelijke leiding wilde geven. Het werd algemeen geprezen door de leiders van de Great Awakening, met inbegrip van George Whitefield, die verklaarde dat hij de ware godsdienst pas begrepen had nadat hij het werk van Scougal had gelezen. De geschriften van Scougal pasten helemaal in de quiëtistische zienswijzen.
Scougal was nog geen dertig toen hij bezweek aan tuberculose. Zijn geestesgenoot George Garden zorgde ervoor dat zijn volledige werken gepubliceerd werden.

## Publicatie
- The Works of the Rev. Henry Scougal: together with his funeral sermon, by the Rev. Dr. George Garden; and an account of his life and writings (Robert Carter, 1846)